# 吉田尚令
吉田 尚令（よしだ ひさのり、1971年 - ）は、日本の絵本画家、イラストレーター。大阪府生まれ。

## 作成作品一覧

### みんなのうた
- ◆は5分間1曲枠の楽曲。
- ゆびきり（つじあやの）2005年10月・11月放送